# Ardmore (Tennessee)
Ardmore is een plaats (city) in de Amerikaanse staat Tennessee, en valt bestuurlijk gezien onder Giles County en Lincoln County.

## Demografie
Bij de volkstelling in 2000 werd het aantal inwoners vastgesteld op 1082.
In 2006 is het aantal inwoners door het United States Census Bureau geschat op 1134, een stijging van 52 (4,8%).

## Geografie
Volgens het United States Census Bureau beslaat de plaats een oppervlakte van
11,7 km², geheel bestaande uit land. Ardmore ligt op ongeveer 270 m boven zeeniveau.

## Plaatsen in de nabije omgeving
De onderstaande figuur toont nabijgelegen plaatsen in een straal van 28 km rond Ardmore.